# Refugi de Chioula
El refugi de Chioula és un refugi de muntanya del departament de l'Arieja (França) a 1.600 m d'altitud i situat dins l'estació d'esquí de fons del Domini de Chioula.